# Condenados a vivir (novela)
Condenados a Vivir es una novela río de José María Gironella escrita entre 1967 y 1971. Recibió el Premio Planeta en este último año momento en el que también se realizó su primera edición.

## Sinopsis
La trama de la novela gira en torno a dos familias de la burguesía y tiene lugar en Barcelona. El ámbito temporal engloba desde el final de la Guerra Civil hasta los años sesenta. La novela aparece en una forma temporal casi continua. Sin embargo, y a pesar de estar estructurada en cuatro partes, el grueso de la trama se desarrolla en la primera posguerra, con la generación de los padres, y en los años del auge económico de los sesenta, con la generación de los hijos.

### Primera generación
La novela comienza con la entrada de las tropas nacionales en Barcelona. Juan Vega, alférez provisional, arquitecto andaluz proveniente de una familia de clase media alta, descubre la ciudad. Al ser desmovilizado decide recomenzar su carrera de arquitecto en la Ciudad Condal, atraído por la existencia de una cierta clase media y de una forma de vida atractiva y moderna.
Rogelio Ventura, que ha sufrido la represión republicana, inicia al mismo tiempo su carrera de constructor y promotor inmobiliario.
En la reconstrucción de la posguerra constructor y arquitecto traban amistad y colaboran profesionalmente. Tal colaboración es muy exitosa y sus proyectos inmobiliarios se prolongan en el tiempo. 
La novela narra el auge de ambos personajes: el de Juan --moderado-- debido a su capacitación profesional y el de Rogelio --mucho más intenso-- causado por su espíritu emprendedor y su falta de escrúpulos.
En su proceso de afianzamiento y aburguesamiento, ambos contraen matrimonio con mujeres de la burguesía catalana media. El matrimonio de Rogelio, que se realiza con Rosy, una mujer vital y emocional, conduce a la formación de un hogar con un carácter nuevo-rico. El matrimonio de Juan, cuya esposa Margot es mucho más reflexiva e intelectual, conduce a la creación de una familia de la media burguesía, de carácter cultural e intelectual y un ligero punto bohemio.

### Segunda generación
Una vez afianzada la fortuna y el estatus familiar, la novela da un cierto salto hasta la pubertad de los hijos, en el final de los cincuenta o los primeros años sesenta, esbozando brevemente el ínterin.
La trama se centra en el hijo de los Vega, Laureano, y el de los Ventura, Pedro, que se relacionan dentro de su pandilla juvenil, tanto entre ellos como con otros personajes secundarios, de la misma proveniencia social.
Con el objetivo de explotar el conflicto generacional, Pedro, el hijo del pragmático y venal constructor, tiene grandes ambiciones intelectuales. Al mismo tiempo, Laureano, cuya madre aparece retratada como brillante pianista decide iniciar una exitosa carrera como artista popular.
La crisis de la historia se alcanza a través de un fatal accidente en una de las discotecas de Rogelio. Tal se produce en medio de una actuación de Laureano y con presencia de las familias. El trágico accidente, causado por la imprudente gestión de Rogelio, conduce a su suicidio, al afianzamiento personal de Pedro y a una gran crisis personal de Laureano, cuya carrera artística entra en declive.

## Ambiente social

### Posguerra y reconstrucción
En la primera parte de la novela aparece retratado el auge de un grupo social en la posguerra. La reconstrucción, a pesar de las dificultades económicas, toma lentamente efecto, y una nueva clase de profesionales y empresarios se beneficia de ello, en un marco de una cierta laxitud moral.
Los negocios de Rogelio, que además de su actividad principal, se extienden a otros sectores, son el reflejo de esta laxitud. Al mismo tiempo, quizás con un carácter de ejemplo moral, el más moderado pero legítimo éxito de Juan surge de contrapeso. Una nueva clase media, nacida de las cenizas de la guerra, con nuevo ímpetu, surge lentamente.

### Conflicto generacional
La segunda parte de la novela se centra en explotar el conflicto generacional entre los padres y los hijos. La nueva generación, nacida en la primera posguerra, goza de un cierto incremento de la prosperidad general, al menos de la clase media y media alta, se ve retratada en una sociedad cambiante con la existencia de un cierto consumo. Al mismo tiempo, esto afecta a las ambiciones y proyectos de los jóvenes, que tienen nuevos objetivos, no siempre compatibles con los de sus padres. 
Las relaciones entre los jóvenes, las nuevas costumbres, de moral aparente más laxa, se ven profusamente retratadas. Sin embargo, este incremento de la laxitud no implica una crítica a la nueva generación, que si bien se presenta diferenciada, no es, en el fondo más inmoral que la anterior, quizás, tan solo, menos hipócrita.

### Posición de la Iglesia
Al mismo tiempo que el autor analiza el conflicto generacional, el autor retrata la posición de la Iglesia, la mutación de esta, con el Concilio Vaticano II, así como su relación y posicionamiento con respecto a las nuevas generaciones. 
A propósito de una visita de las familias a París, se realiza también un gran inciso de temática  existencialista, más concretamente de carácter  existencialista cristiano.
- Datos: Q108525937